# Annie Montague Alexander

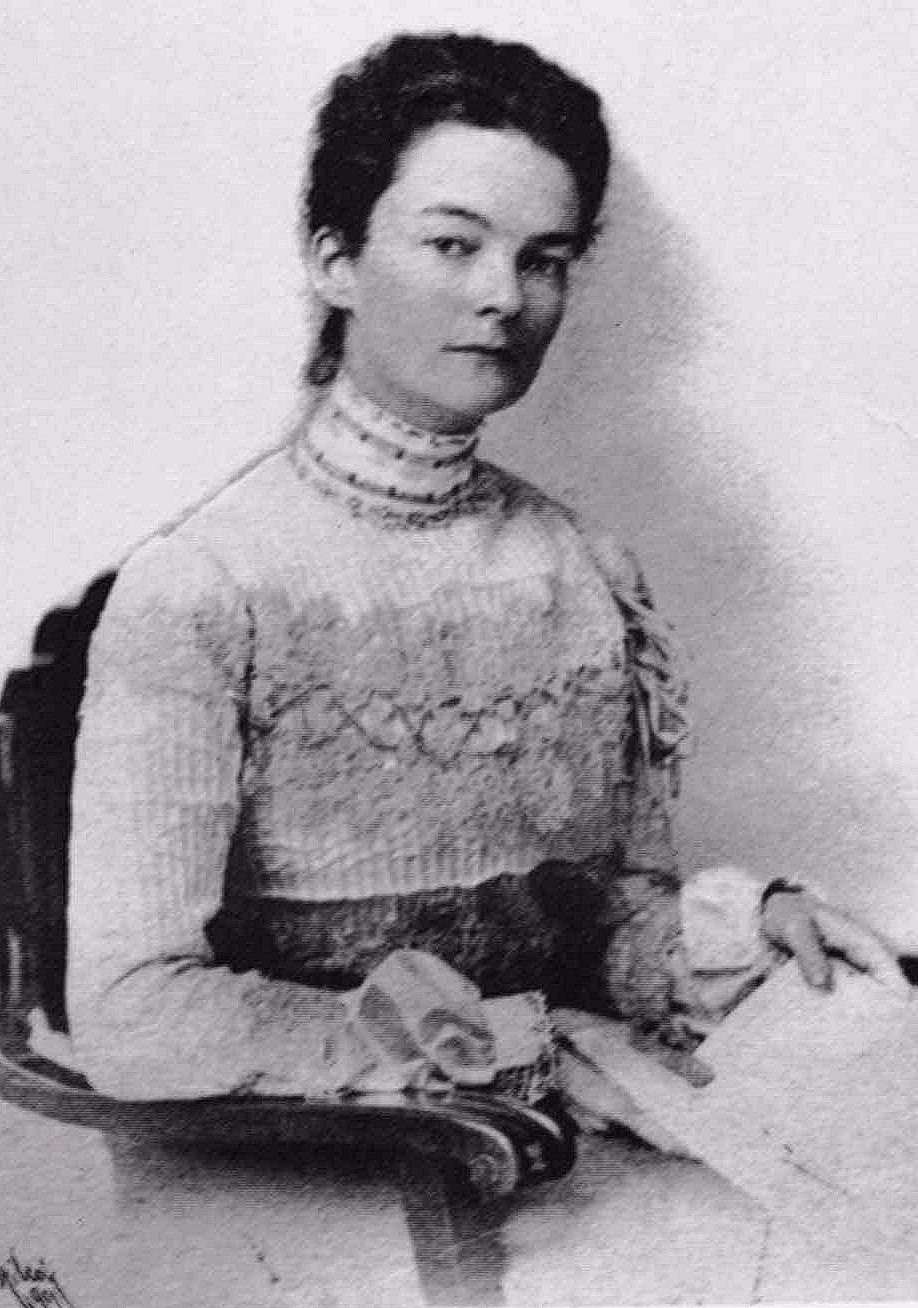
Annie Montague Alexander (1901)

Annie Montague Alexander (* 29. Dezember 1867 in Honolulu, Hawaii; † 10. September 1950 in Berkeley, Kalifornien) war eine US-amerikanische Paläontologin und Philanthropin.
Sie sammelte eine große Anzahl an Fossilien auf weltweiten Expeditionen, förderte die University of California, Berkeley durch umfangreiche Spenden und gründete auf dem dortigen Campus das Museum of Vertebrate Zoology (MVZ) und das University of California Museum of Paleontology (UCMP). Mehrere Fossilien und lebende Organismen sind nach ihr benannt.

## Leben und Wirken

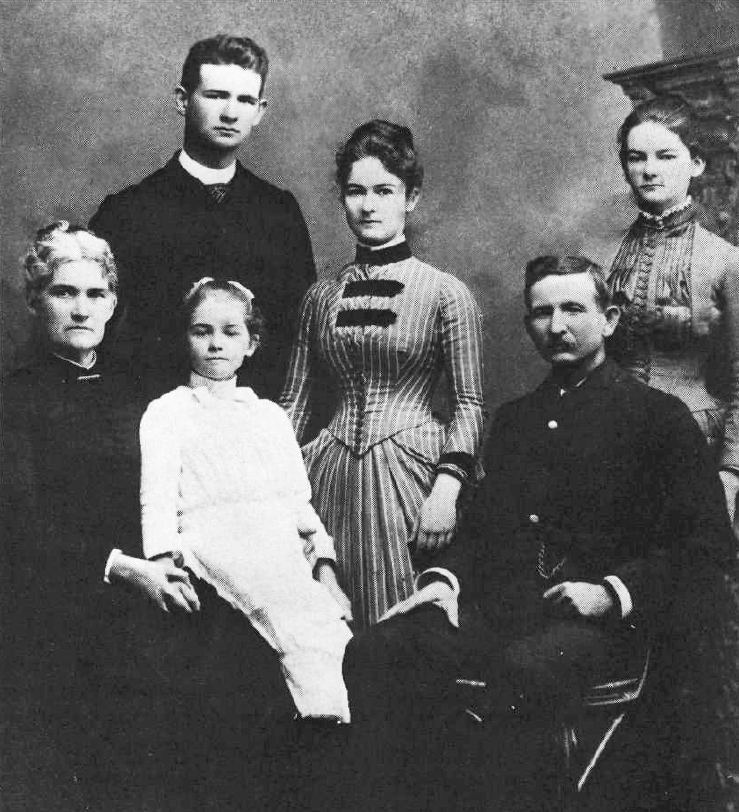
Annie (rechts) und ihre Eltern und Geschwister (ca. 1882)

Annie Montague Alexander wurde 1867 als drittes Kind des Unternehmers Samuel Thomas Alexander und seiner Frau Martha Eliza (geb. Cooke) Alexander in Honolulu geboren. Sie hatte drei Geschwister: Wallace, Juliette und Martha Mabel. Ihr Vater betrieb Zuckerrohrplantagen auf Hawaii und war einer der beiden Gründer von Alexander & Baldwin.
Alexander wurde zunächst von einer Gouvernante unterrichtet. Dann begann ihre schulische Ausbildung an der privaten Punahou School in Honolulu. 1882 zog sie nach Oakland in Kalifornien, wo sie öffentliche Schulen besuchte. Von 1886 bis 1888 belegte sie das La Salle Seminar in Auburndale, Massachusetts. Anschließend studierte sie Kunst in Paris, musste das Studium jedoch wegen ihres schlechten Sehvermögens bald wieder aufgeben. Auch eine Ausbildung zur Krankenschwester scheiterte aus diesem Grund.
Ab 1888 unternahm Alexander ausgedehnte Reisen durch Europa, Afrika und auf die Pazifischen Inseln. Zunächst reiste sie häufig gemeinsam mit ihrem Vater, bis dieser 1904 bei einem Unfall während eines Ausflugs zu den Victoriafällen ums Leben kam. Auf diesen Reisen entwickelte Annie Interesse an der Fauna und Flora der besuchten Länder und sammelte Proben. 1899 unternahm sie die erste Expedition mit gleichgesinnten Freunden.
1901 hörte Alexander Vorlesungen bei dem US-amerikanischen Paläontologen John Campbell Merriam (1869–1945) an der University of California, Berkeley. Seine Ausführungen über ausgestorbene Säugetiere und Reptilien weckten ihr Interesse und sie bot ihm an, seine nächste Expedition zu finanzieren, wenn sie sich im Gegenzug an der archäologischen Feldarbeit beteiligen könnte. Merriam stimmte zu und noch im gleichen Jahr nahm Alexander an seinen Grabungen nach Fossilien in Oregon teil. 1902 und 1903 begleitete sie ihn auf Expeditionen nach Shasta County, Kalifornien. Auf ihrer letzten gemeinsamen Tour in die Gebirgskette West Humboldt Range in Nevada im Jahr 1905 machten sie bedeutende Funde, unter anderem den besterhaltenen Ichthyosaurier Nordamerikas.
1906 begann Alexander, die University of California, Berkeley mit monatlichen Spenden zu unterstützen, um die dortige Forschung im Bereich der Paläontologie zu fördern. Im gleichen Jahr erwähnte sie in einem Brief an Merriam erstmals ihre Idee, ein Museum mit Wirbeltierexponaten am Campus einzurichten. Sie hoffte, damit die Forschungsarbeit der paläontologischen Universitätsmitarbeiter zu unterstützen und die Aufmerksamkeit der Öffentlichkeit auf die bedrohte Tierwelt zu lenken, wobei der Schwerpunkt des Museums auf Wirbeltieren von der Westküste Nordamerikas liegen sollte. Insbesondere lagen ihr Bären am Herzen, zu denen sie bis 1914 die umfangreichste Privatsammlung der USA zusammentrug. 1908 wurde das Museum of Vertebrate Zoology eröffnet. Alexander investierte insgesamt über 750.000 Dollar in seinen Ausbau und stiftete 20.564 zoologische und fossile Proben, die sie selbst gesammelt oder erworben hatte. Außerdem nahm sie Einfluss auf die Wahl des ersten Direktors, Joseph Grinnell (1877–1939), und beteiligte sich drei Jahrzehnte lang aktiv an der Organisation des Museums.
1908 plante Alexander eine Expedition nach Alaska und suchte nach weiblicher Reisebegleitung. Die damals 29-jährige Louise Kellogg (1879–1967), Lehrerin aus Oakland und Cousine von Martin Kellogg, schloss sich ihr an. Dies war der Beginn einer 42 Jahre andauernden Beziehung zwischen den beiden Frauen, sowohl in persönlicher als auch in wissenschaftlicher Hinsicht. Kellogg begleitete Alexander auf ihren Reisen und unterstützte sie beim Sammeln und Dokumentieren der Funde. In Oakland bewohnten die Frauen zwar weiterhin getrennte Häuser und verhielten sich diskret, was ihre Beziehung betraf. 1911 kauften sie jedoch eine Farm auf Grizzly Island im Sacramento-San Joaquin River Delta, wo sie einen Teil des Jahres gemeinsam verbrachten. Die Farm erlangte unter anderem durch den Verkauf von Spargel nationale Bekanntheit. Sie wurde bis zu Alexanders Tod weitergeführt und gehört heute zu einem Naturschutzgebiet.
1920 verließ Merriam die University of California, um Präsident der Carnegie Institution for Science in Washington zu werden und die paläontologische Fakultät wurde mit der geologischen zusammengelegt. Diese Entwicklung entsprach nicht Alexanders Vorstellungen, sodass sie 1921 die Einrichtung eines Museums der Paläontologie arrangierte, das unabhängig vom Fachbereich Geologie war. 1934 rief sie eine Stiftung ins Leben, die das finanzielle Auskommen des Museums sicherte. Wiederholt nahm sie Einfluss auf die Universitätsleitung, unter anderem um namhafte Paläontologen zu berufen. Sie richtete Fellowships für die von ihr initiierten Museen ein und stiftete neben ihren zoologischen auch 17.851 pflanzliche Exponate für das Herbarium der Universität.
Bis ins hohe Alter blieb Alexander in der Feldarbeit aktiv. Ihren 80. Geburtstag feierte sie während einer Expedition in der Sierra de la Laguna in Baja. Mit 81 Jahren erlitt sie jedoch einen Schlaganfall, der sie schwächte, und sie verstarb einige Monate später. Louise Kellogg führte die Expeditionen bis zu ihrem Tod 17 Jahre später fort. Alexanders Nachlass wird in der Bancroft Library der University of California in Berkeley aufbewahrt, ihre Feldnotizen im Archiv des Museum of Vertebrate Zoology.

## Ehrungen
Annie Montague Alexander zu Ehren wurden zwei Säugetiere, zwei Vögel, sechs Fossilien und zwei Pflanzen benannt. Dazu gehören der Plesiosaurier Hydrotherosaurus alexandrae, das Gras Swollenia alexandrae und das Urkamel Alticamelus alexandrae.
Auch ein See in Alaska – der Lake Alexander – trägt ihren Namen. 1907 hatte Alexander die dorthin führende Alexander Alaska Expedition geleitet.